# Franz Passow
Franz Ludwig Karl Friedrich Passow, född 20 september 1786 i Ludwigslust, död 11 mars 1833 i Breslau, var en tysk klassisk filolog och lexikograf. Han var måg till Ludwig Wachler och svärfar till Adalbert Falk.
Passow studerade i Leipzig under Gottfried Hermann, kallades 1807 av Goethe till Weimars gymnasium som överlärare i grekiska, åtog sig 1810 uppdraget att leda samt omorganisera läroverket Conradinum nära Danzig och blev 1815 professor i klassisk fornkunskap vid universitetet i Breslau. Passow vann mycket anseende både genom sin lärarverksamhet och sina skrifter. Han är mest känd genom Handwörterbuch der griechischen Sprache (1819-24, 5:e upplagan 1841-1857, utgiven av Valentin Rost och Johann Friedrich Palm; "Grekiskt och svenskt lexikon", 2 band, 1841, översättning av Wilhelm Gumælius).